# Lanteuil
Lanteuil település Franciaországban, Corrèze megyében. Lakosainak száma 504 fő (2022. január 1.). Lanteuil Albignac, Beynat, La Chapelle-aux-Brocs, Lagleygeolle, Dampniat, Noailhac, Turenne és Cosnac községekkel határos.

## Népesség
A település népességének változása:
| Lakosok száma | 469  | 406  | 479  | 497  | 528  | 536  | 507  | 496  | 479  | 504  |
|               | 1968 | 1982 | 1999 | 2006 | 2011 | 2015 | 2017 | 2018 | 2020 | 2022 |